# アレクサンドラ・フョードロヴナ (ニコライ2世皇后)
アレクサンドラ・フョードロヴナ（ロシア語: Александра Фёдоровна, ラテン文字転写: Alexandra Feodrovna、1872年6月6日 - 1918年7月17日）は、ロシア皇帝ニコライ2世の皇后。オリガ皇女、タチアナ皇女、マリア皇女、アナスタシア皇女、アレクセイ皇太子の母。ラスプーチンの熱心な信者でパトロンでもあった。1918年7月17日未明に監禁先のエカテリンブルクのイパチェフ館において一家ともども殺された。
正教会で聖人（新致命者）。

## 生い立ち
ヘッセン大公ルートヴィヒ4世とイギリスのヴィクトリア女王の次女アリスの間の四女アリックスとして生まれる。全名は、アリックス・ヴィクトリア・ヘレナ・ルイーゼ・ベアトリーツェで、名前はそれぞれ母親と4人の叔母に因む。代父母はプリンス・オブ・ウェールズ（後のエドワード7世）夫妻、ロシア皇太子（後のアレクサンドル3世）夫妻、ヘッセン方伯フリードリヒの妻マリア・アンナ・フォン・プロイセンであった。アリスはヴィクトリア女王に宛てた手紙の中で「『アリックス』は彼らがここで私の名前を『アリーツェ』と発音することから『アリス』の代わりにつけたものです。」と書いた。
「アリックス」は既に当時のイギリス王太子妃アレクサンドラの愛称であったため、家族からは「アリッキー」と呼ばれた。成長すると、その笑顔と陽気な性格から「サニー」とも呼ばれた。アリックスは兄エルンスト以上に2歳年下の妹マリーと特に親しかった。

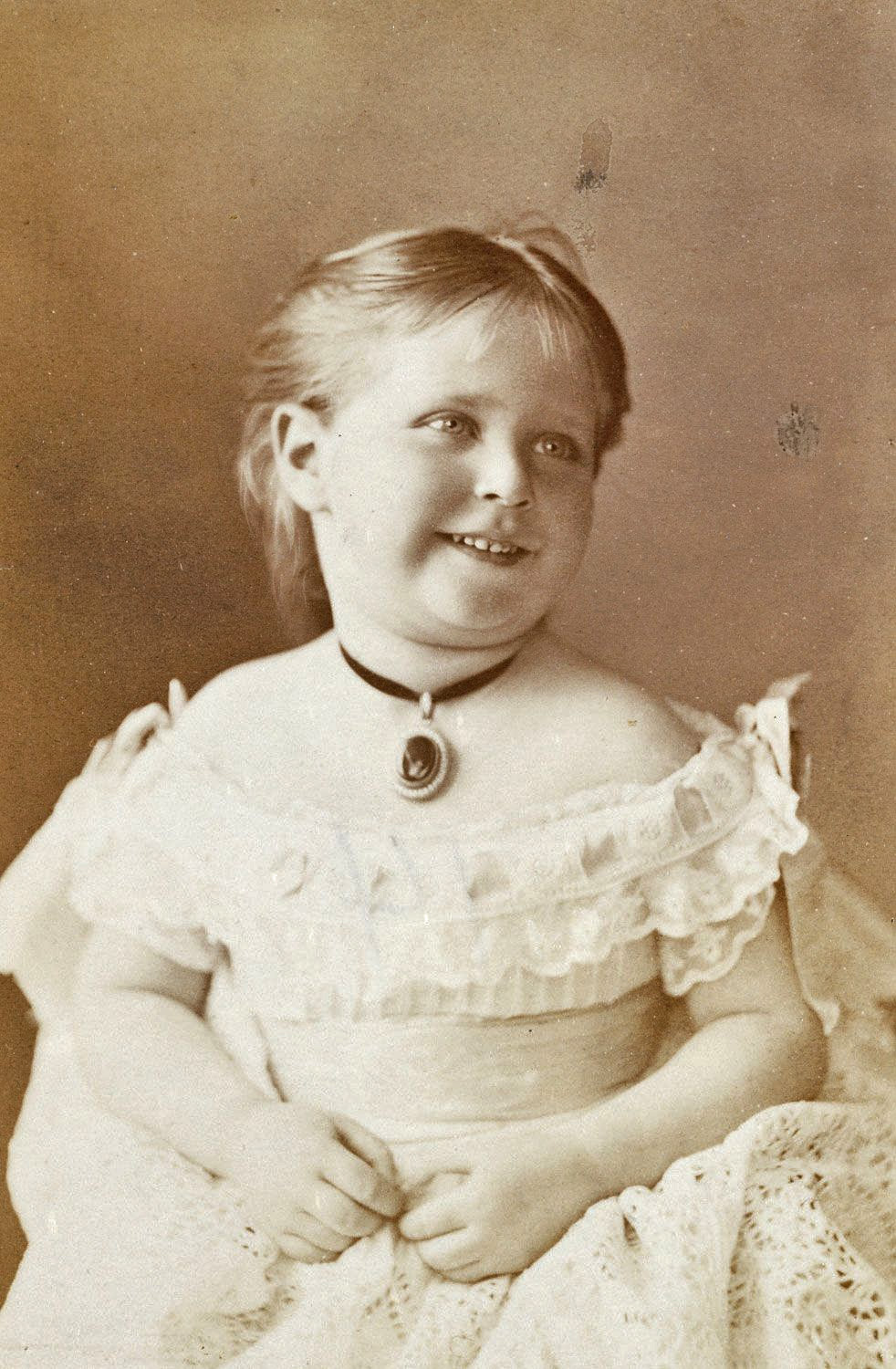
1875年

姉エリーザベトを除く全員がジフテリアに感染し、母アリスと妹マリーが亡くなった。後年、アリックスは、2人が亡くなる前の幼少期を「曇りのない幸せな赤ん坊時代で、いつも太陽が輝いていた。」と表現した。
母が35歳で死去した後、6歳から12歳まで祖母ヴィクトリア女王に育てられたため、ドイツ人というより「イギリス人」であった。この時に叔父のレオポルドと親しくなり、後にレオポルドから貰ったブレスレットを生涯にわたり大切にした。

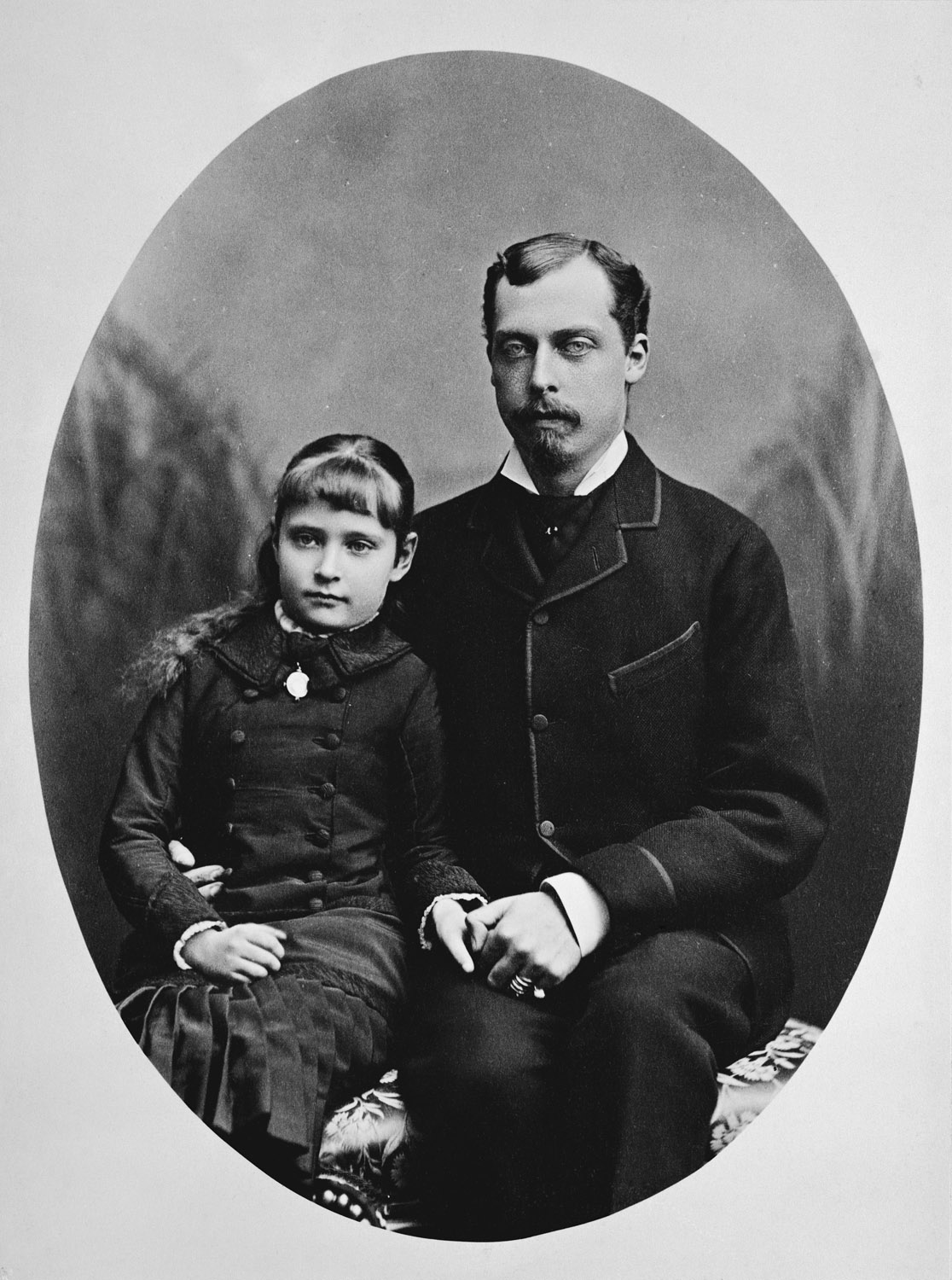
1879年、アリックスとレオポルド

1885年7月23日、叔母ベアトリス王女の結婚式でブライズメイドを務めた。

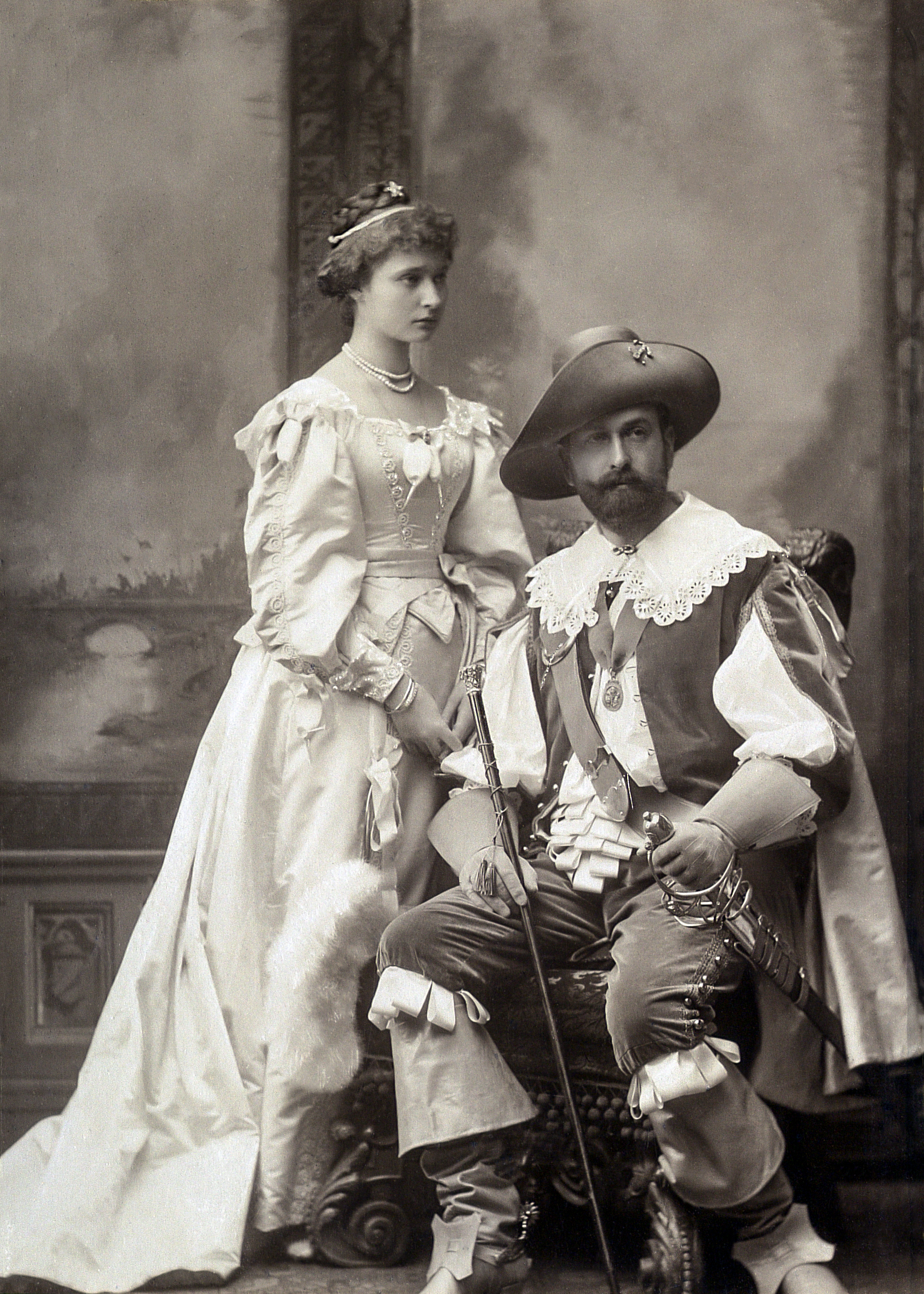
アリックスとルイス・アレグザンダー・マウントバッテン1887年

ヴィクトリア女王はイギリス王太子アルバート・ヴィクターをアリックスの結婚相手として推薦したが、アリックスはこれを拒否した。また、バーデン公子マクシミリアンからのプロポーズを断る方法について姉ヴィクトリアに助言を求めたという。
アリックスには音楽の才能があり、特にピアノを弾くことが上手かったという。また、イギリスで育ったせいかアリックスは倹約家でもあった。

## 結婚と婚約
1884年、サンクトペテルブルクで行われた姉エリーザベトとアレクサンドル3世の弟セルゲイ大公の結婚式で、皇太子だったニコライと出会い、付き合い、愛し合うようになった。この時、ニコライはアリックスにブローチを贈っている。しかし、2人は1890年1月まで再会することはなかった。
2人の縁談にエリーザベトは賛成したが、ヴィクトリア女王はニコライの人格を好ましいと思いながらも、ロシアとアレクサンドル3世が嫌いだったため認めなかった。同様に、アレクサンドル3世やマリア・フョードロヴナもドイツを嫌っており、アリックスが血友病の保因者であるかを気にしていた。また、当時、皇后は正教徒に限定するという規定があった。アリックスは亡き母と同じくルーテル教会を信仰していたため、当初はニコライのプロポーズを断った。
悩むアリックスに、エリーザベトは信仰を捨てる必要はないと説明した。アリックスが改宗に同意すると、ニコライはエルンスト・ルートヴィヒとヴィクトリア・メリタの結婚式でアリックスにプロポーズしたことで、2人は婚約した。
当初は1895年春に結婚予定だったが、病気のアレクサンドル3世が出席できるように、前倒しで1894年に結婚する予定だった。しかし、結局アレクサンドル3世は結婚式が行われる前の11月1日に崩御した。
アリックスは11月2日に正式に改宗し、名前をアレクサンドラ・フョードロヴナと改めた。この時、アリックスはエカテリーナと名乗ることを希望したが、ニコライがアレクサンドラ・フョードロヴナと改めることに決定した。
喪を緩和するため、結婚式はマリア・フョードロヴナの誕生日に重なるように1894年11月26日に行われた。この結婚式にヴィクトリア女王は体調不良のため欠席し、アリックスはこのことを残念がった。

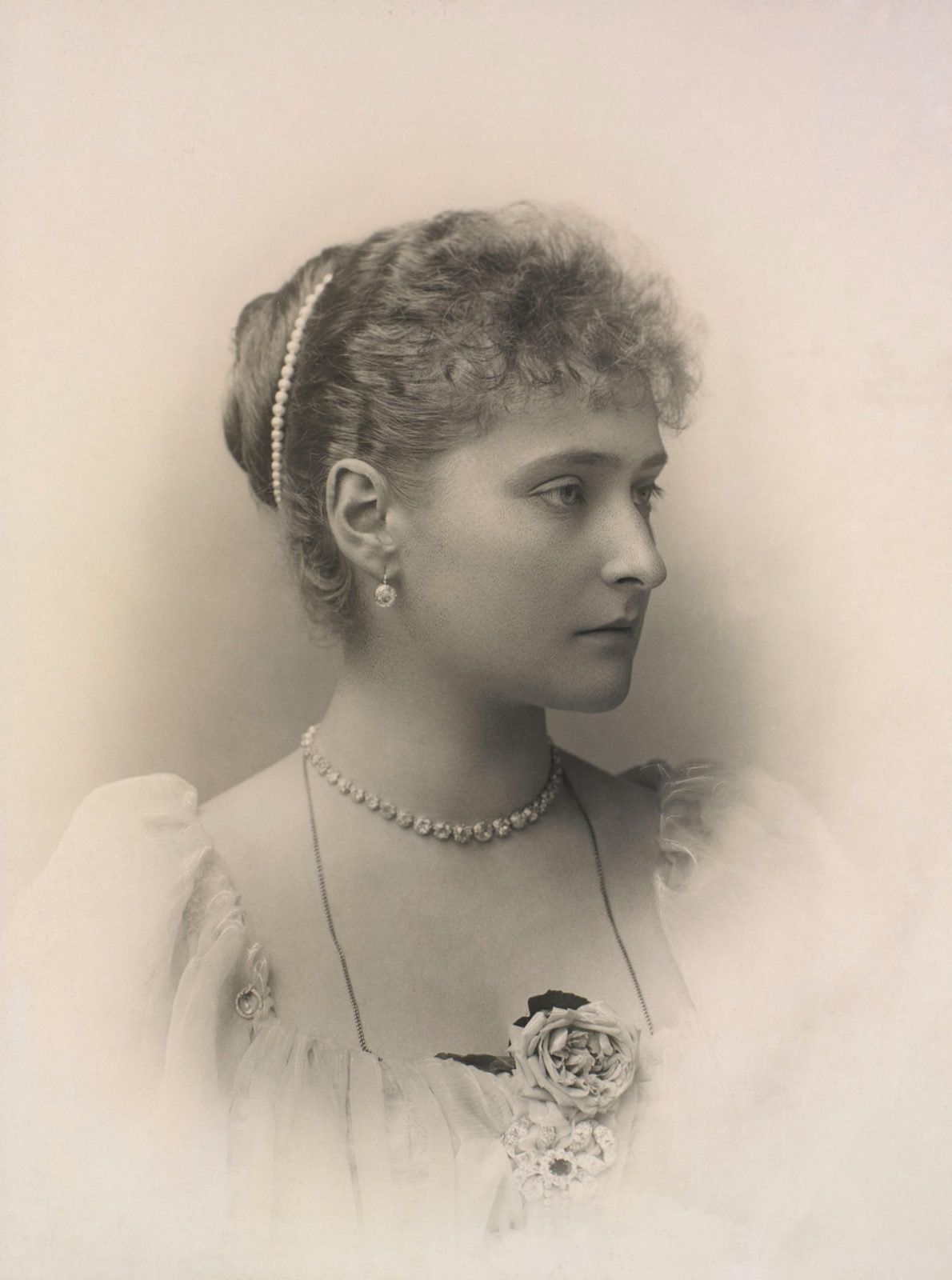
1894年、アリックス

## 皇后

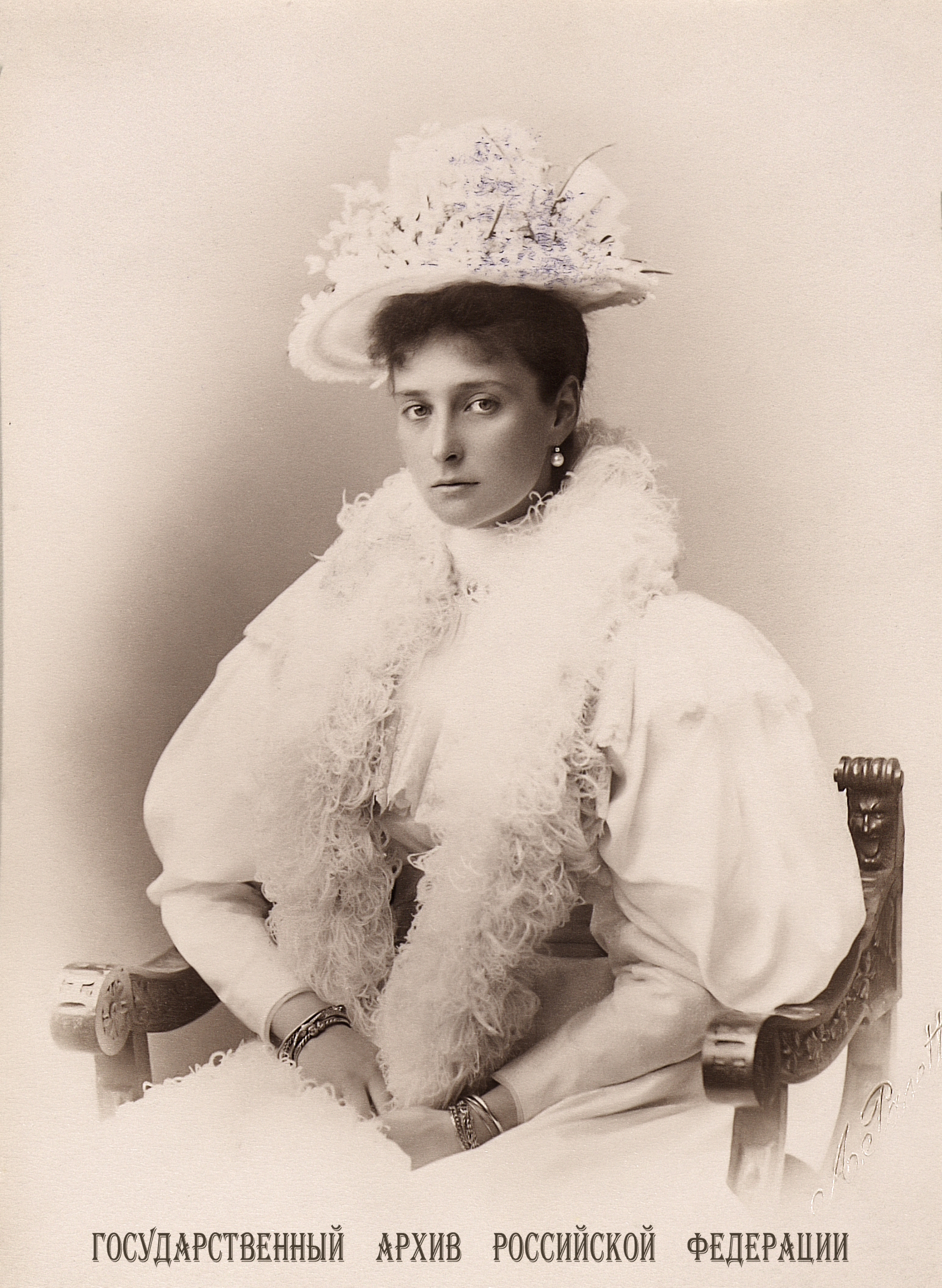
1895年、アレクサンドラ

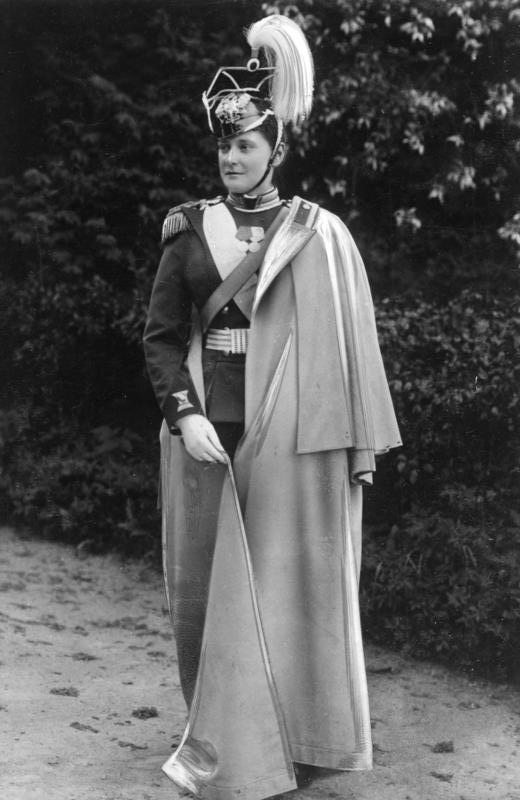
名誉連隊長の制服を着用したアレクサンドラ

アリックスは英語とドイツ語しか流暢に話すことができなかったため、フランス語を用いていたロシア宮廷では友人を作ることに難儀した。その内気な性格は傲慢であると誤解されやすかったため、ロシア宮廷に馴染むことがさらに困難になった。また、アリックスは義母マリア・フョードロヴナと違い社交好きではなく、ロシア人女性が着るドレスの長さについても不満を漏らしたという。
1896年5月26日、モスクワの生神女就寝大聖堂で、ニコライとアリックスは戴冠式を行った。この戴冠式で ホドゥインカの惨事が起こり、夫妻は病院で負傷者を見舞ったにも関わらず、この出来事は不吉なものと見なされた。
1895年11月15日に長女オリガを出産する。数ヶ月、アリックスは再び妊娠したが、戴冠式でのストレスにより流産し、このことについて良くない噂が広まった。1901年までに皇女を4人出産したが、皇太子が生まれないことから国民からは好ましく思われていなかった。
男児を望むあまり、アリックスは神秘学者のフィリップ・ニジエ・ヴァショーを頼るようになる。再び妊娠するが、1902年8月29日に「大きな肉塊」を排出し、当時は流産したと発表された。これは胞状奇胎であると後に判明した。フィリップは成功しなかったため、フランスに送り返されたが、彼は奇跡を起こしたサロフのセラフィムを頼るよう皇帝夫妻に勧めた。2人はセラフィムを聖人にし、その後、彼がかつて入浴したサロフの泉で入浴したという。
1904年8月12日、待望の男児である皇太子アレクセイが誕生する。しかし、アレクセイは血友病に冒されており、臍の緒を切断した際、酷く出血した。
度重なる妊娠と出産により、アリックスの体調は悪化し、不眠と足のむくみに悩まされ、寝たきり状態となった。食欲不振にも関わらず、体重が減らなかったことから、アリックスはバセドウ病を患っていたのではないかと言われている。しかし、幸運にも体調不良を理由にアリックスは嫌いだった社交行事を避けることができた。
画家のアマリア・クスナー・クーデルトはアリックスについて次のように述べた。
| 「 | 彼女（アリックス）は非常に背が高く、ほっそりとしていましたが、それでいて美しくバランスのとれた体型をしていました。顔立ちはギリシャ風に整っており、その自然な表情は非常に切なく、甘い悲しみという印象を受け、それは彼女が微笑んだときでさえ、決して消えることはありませんでした。彼女の髪は非常に美しく豊かで、長く、重く、光沢のある茶色がかった金色でした。彼女の目は大きく、柔らかく、キラキラとした灰青色で、まつげは長く、私は、彼女の目がほとんどいつもそうであるため、その目を伏し目がちに描きました。なぜなら、彼女は恥ずかしがり屋で、顔を赤らめずに見上げることは滅多にないからです。 | 」 |

また、アマリアは「 皇后は顔を赤らめるほどの内気さがありながら、その立ち振る舞いには、単に美しく優雅な女性に対する感嘆以上の何かもっと深くて重々しいものを感じさせた。 」と述べている。

## ラスプーチンの神格化

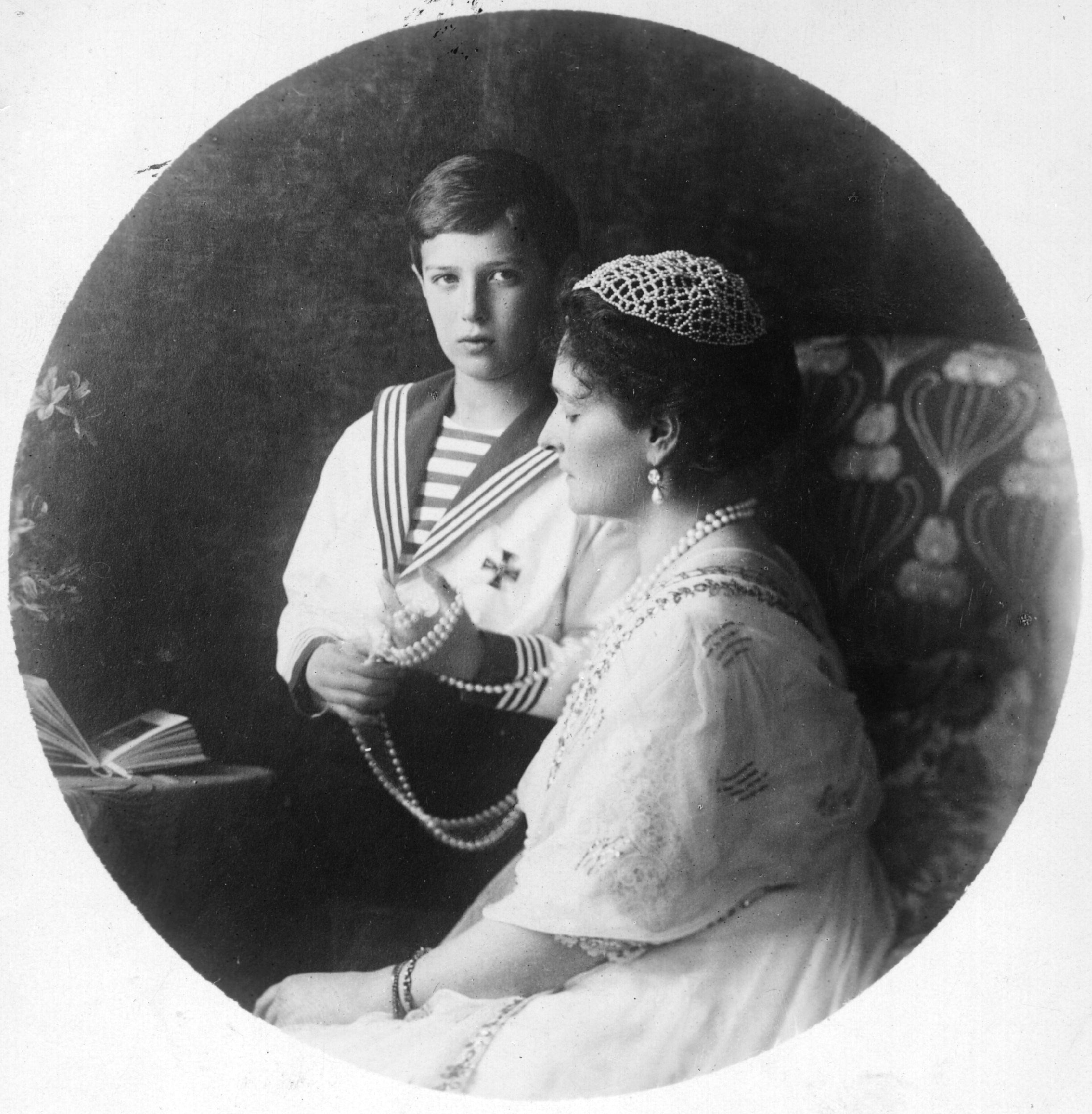
アリックスとアレクセイ

当時、血友病の治療法は見つかっておらず、アリックスは毎日何時間も礼拝堂で祈るうちに、グリゴリー・ラスプーチンと出会う。アレクセイの血友病は、（アレクセイから見て母方の祖母であり）自身の母親が属するヴィクトリア女王の家系に保有されていた遺伝子であり、彼女がもたらしたものと言われる。このことからくる自責の念があったのか、皇位継承者であるにもかかわらず体の不自由な一人息子への不憫さからか、「皇后はラスプーチンを神格化するようになった」と言われ、皇后を通じてラスプーチンは帝政末期のロシア皇室に相当の影響を与えた。
ラスプーチンはアレクセイのために祈り、休息を勧め、アスピリンを使用することを禁止しただけだったが、アレクセイが太腿を出血した際、アリックスがラスプーチンに電報を送り、ラスプーチンからアレクセイは死なないと告げられた後、アレクセイは回復した。偶然であった可能性があるにも関わらず、この出来事によって、ラスプーチンは宮廷内で確固たる地位を得た。

## 第一次世界大戦

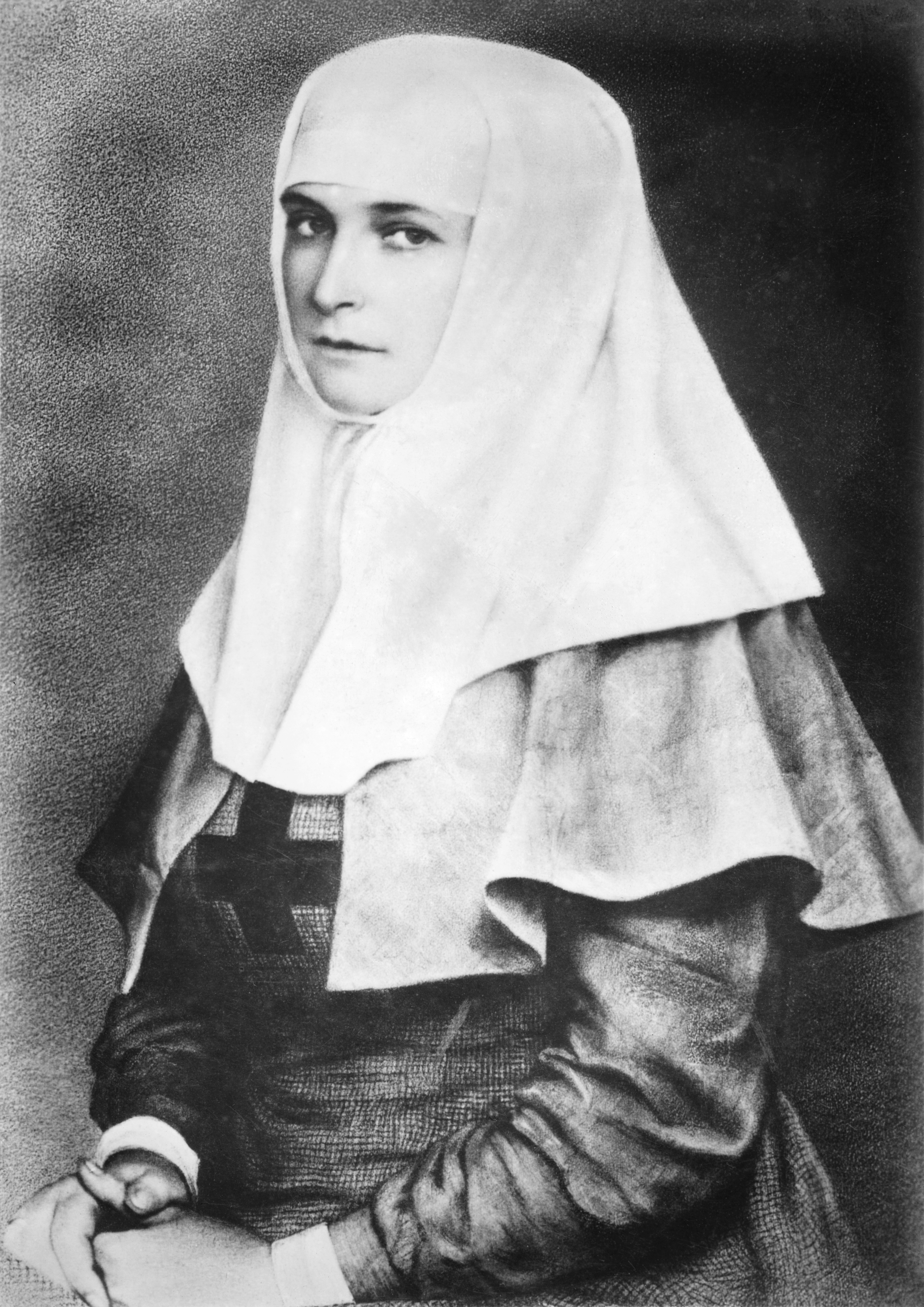
1916年。従軍看護師を務めるアリックス

1914年、第一次世界大戦が勃発すると、アリックスがドイツのヘッセン大公家出身であったことから、兄のエルンスト大公を匿っている噂の他に従兄のヴィルヘルム2世に情報を流しているという噂まで流れた。
アリックスは、長女のオリガと次女のタチアナとともに看護師として働いた。アリックスの働きぶりは素晴らしく、再びロシアで人気を博した。しかし、1914年12月、慣れない自動車運転が原因で心臓病を発症した。その後、心臓病は悪化し、長年患っていた坐骨神経痛は顔面神経痛へと変わった。
1915年、ラスプーチンの予言でニコライ2世が戦線に赴くと、彼女が内政を任されるが、わずか16ヶ月のうちに4人の首相と5人の内務大臣、3人の陸軍大佐を罷免した。ラスプーチンを宮廷から追放するため、姉のエリザヴェータ大公妃と従妹のヴィクトリア大公妃（エルンスト大公とは離婚し、キリル大公と結婚していた）が説得したが、これは失敗した。
12月にジョージア人で皇后の忠実な侍女のソニア・オルベリアーニが亡くなり、アリックスは「もう少し彼女と一緒にいたかった。」と述べ、彼女の死を深く悲しんだ。
1915年から1916年の冬、アリックスがペトログラードに姿を見せることはほとんどなかった。健康状態が非常に不安定であり、ツァールスコエ・セローでの病院勤務を中断しなければならなかった。オリガ大公女とタチアナ大公女は、できる限り母親の代わりを務めたという。彼女たちは毎週ペトログラードに通い、タチアナ大公女は難民委員会の会合を主宰し、オリガ大公女は冬宮殿で兵士の家族への寄付金を集めた。
1916 年夏、皇后はモギリョフに数回行き、一行は全員、駅近くの松林に停車した帝国の列車に宿泊した。この間、大公女たちは近隣の小家を訪ね、農民の子供たちと遊び、お菓子やプレゼントを贈った。
1916年12月、ラスプーチンがドミトリー大公とフェリックス・ユスポフ公爵らに殺害される。

## 革命と監禁

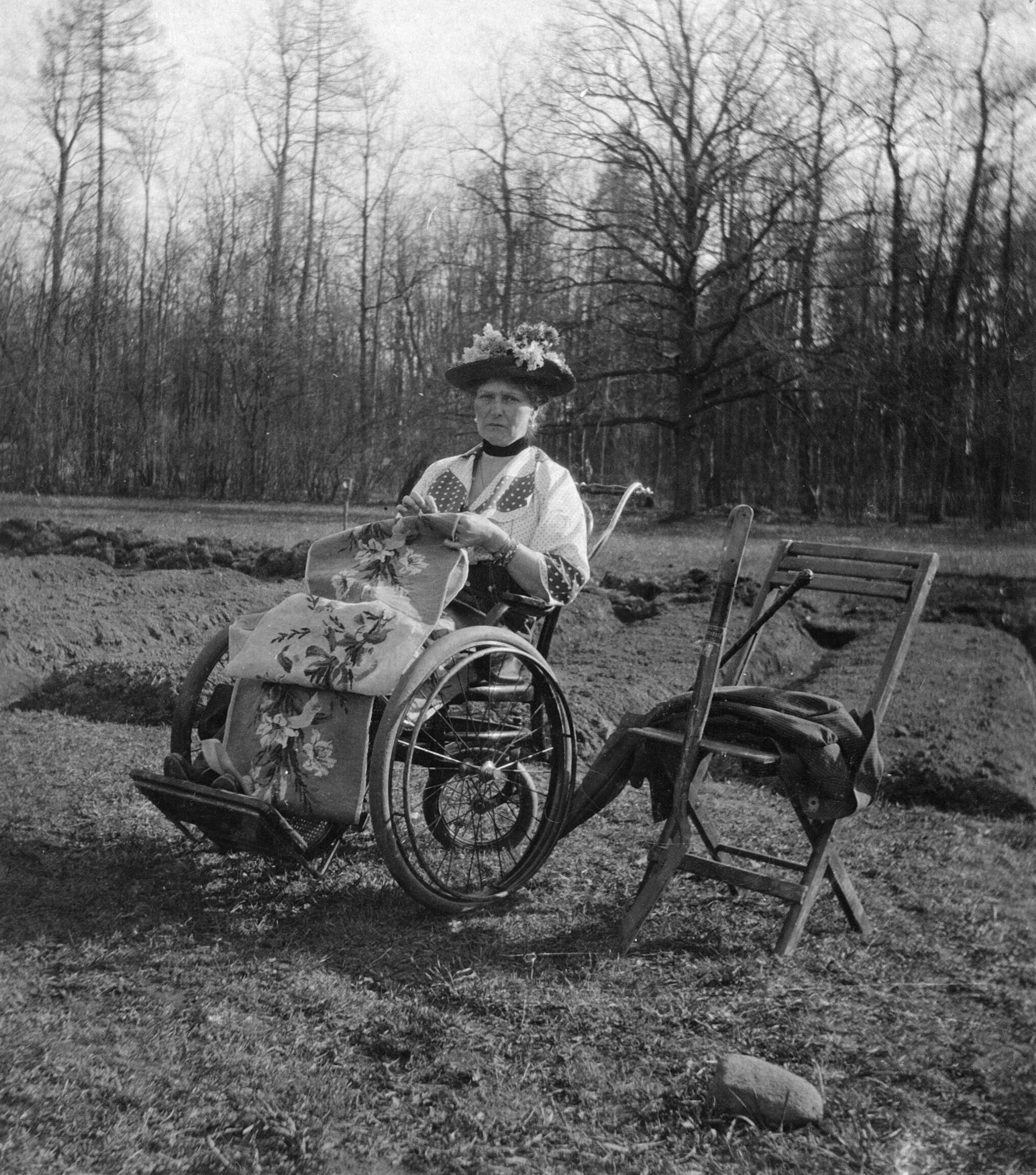
1917年、監禁

1917年2月23日（グレゴリオ暦で3月8日）に首都ペトログラードで二月革命が勃発した。この前日にニコライ2世はモギリョフにあるスタフカに向かうために首都を離れたばかりだった。混乱の最中、マリアを除く全員が麻疹に感染し（マリアは最後に罹患した）、アリックスは日記に子どもたちの体温を記している。1917年3月、ニコライ2世は退位し、3月21日にアリックスと子ども達はツァールスコエ・セローの宮殿で逮捕され、自宅軟禁下に置かれた。
ロシアから亡命することも考えられたが、皇帝夫妻はこの申し出を拒否した。
ツァールスコエ・セローで家庭菜園などを楽しんだがアリックスはこれを針仕事をしながら眺めているだけであった。アリックスには常に兵士が付き添い、アリックスにタバコを吹きかけたり、下品な冗談を言い合ったりして、それに対するアリックスの様子や反応を見ていた兵士もいたという。
アリックスは軟禁下のツァールスコエ・セローでも子ども達の教育にも配慮した。オリガとマリアが麻疹に罹患している間、タチアナにドイツ語を授けている。また、4月18日にはアレクセイの勉学に付き合ったことが日記に記されている。

## トボリスクでの生活

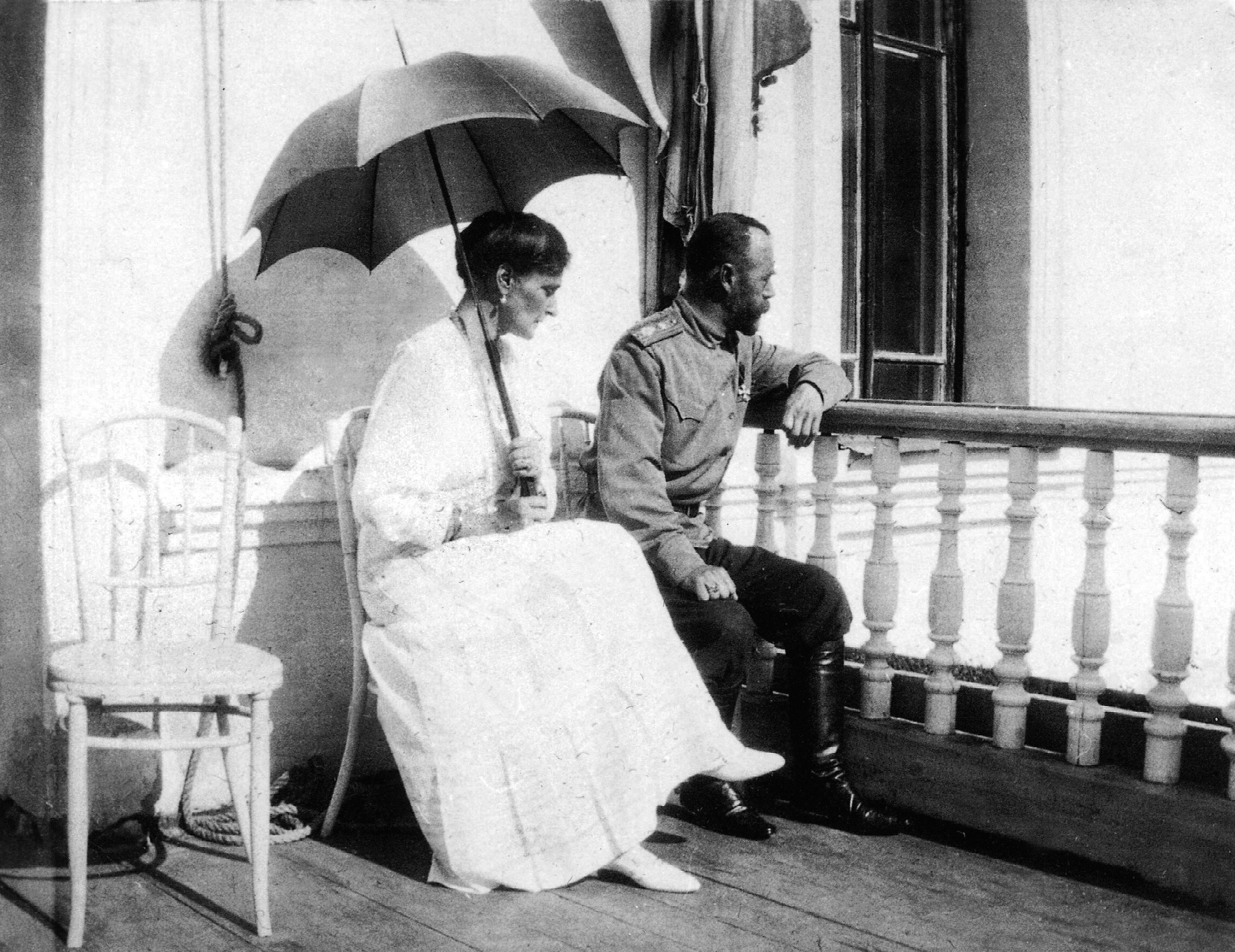
1917年、追放されたアレクサンドラとニコライ

1917年8月1日の夜中に列車に乗車するための準備を開始したが、なかなか出発せず、出発したのは5時20分だった。それからアレクサンドロフスカヤ駅で列車に乗り換え、8月4日の11時にチェメニに到着した。8月6日の18時にトボリスクに到着し、8月10日、汽船「ルーシ」から旧知事公舎に移動する際、アリックスは歩くことができなかったため、タチアナとともに自動車で移動した。8月26日からトボリスクの旧知事公舎で生活を始めた。アリックスは、一日中馬車の中で横たわり、心身ともにすっかり疲れ果てていた。アリックスを含め皇帝一家は、リヴァディアに行けなかったことにひどく失望していた。皇帝一家は、日曜日に時々教会に行く以外は、トボリスクの邸宅を出ることは許されず、その場合は武装した警護兵が付き添った。時間が経つにつれて、一家への対応は厳しいものとなった。
しかし、トボリスクでは比較的快適な生活を送った。私物やカーペット、お気に入りの絵画などがマカロフの命令でツァールスコエ・セローから送られた。皇帝夫妻には寝室、皇帝には化粧室、4人の大公女は寝室を共有し、皇太子には専用の寝室があり、隣の部屋には水兵の使用人がいた。1階には皇后の居間と皇帝の書斎があった。トボリスクでアリックスは、本を読み、仕事をし、楽譜を書き写し、歌の練習をした。礼拝では皇后と大公女たちが聖歌に加わった。アリックスはめったに外出せず、晴れて暖かい日に、バルコニーで日光浴をしただけだった。他の者たちが外出しているときは、アリックスは何時間もピアノの前に座り、好きな曲を次から次へと弾いた。夕方、一家全員が集まっているとき、アリックスはニコライとベジークをした。
9月25日、または30日からトボリスクで子ども達に対する本格的な教育が始まった。ニコライがロシア史と軍事史を担当し、アリックスが宗教とドイツ語を担当した。

9月28日、アリックスは義妹のクセニアに手紙を送り、その際次のようなことを訴えた。
| 「 | 皆は元気ですー私自身はすでに6週間、顔の神経痛と歯痛にひどく苦しんでいます。非常に苦しい。ほとんど毎夜寝ていません。ずっと歯科を待っています。ー彼を呼ぶ許可はまだありません。静かに暮らしています、すばらしく十分に設えられていてーもっともすべてから離れているのですがー孤立しています。しかし、神は寛容であられる。 | 」 |

## イパチェフ館での生活
エカテリンブルクへは、マリアが皇帝夫妻に同行することが決定した。その間、オリガが家事をし、タチアナがアレクセイの世話をすることが決まった。アナスタシアはまだ幼すぎたため両親に同行することはできなかった。
1918年4月26日金曜日午前4時半に馬車でトボリスクを出発した。4月28日の午前4時半にチェメニから列車に乗り、オムスクに向かった。しかし翌日の午前中にオムスクの手前で方向転換をし、エカテリンブルクへと向かった。ドミニク・リーベンはヤコヴレフが皇帝一家を日本に連れていくという意向があったと信じられていたと記している。
子供たちに毎日書いていた手紙の返事がなかったが、幸いにも、オリガから、アレクセイが回復したという電報が届いた。しかし、子供たちが書いた手紙のほとんどはアリックスに届かなかったため、ひどく心配した。
4月30日午前8時40分にエカテリンブルクに入り、午後3時に荷物が運ばれた。エカテリンブルク市内にある周りに木の柵が張り巡らされたイパチェフ館に到着した。エカテリンブルクに到着すると、持ち込んだものはすべて徹底的に調べられた。兵士たちは、アリックスのグレーのスエードのハンドバッグを乱暴に奪い取った。食事はレストランから運ばれてくる粗末な料理で、アリックスは口にすることができなかった。兵士たちがお湯を使い切ってしまうこともあり、お茶が出ないこともあった。それだけではなく、食器は人数分なく、兵士たちが勝手に料理を食べることがあった。持参したお金は没収され、教会に行くことでさえ認められなかった。
エカテリンブルク滞在まで叔父レオポルドから貰ったブレスレットと婚約指輪を身につけていた。
5月23日に他の家族と合流し、一家は再会の喜びを分かちあった。5月27日にはセドネフとナゴルヌイが管区委員会で拘禁され、2人はこのまま戻ることはなかった。29日には衣服に宝石を縫いつけたことが日記で書かれている。

7月4日にイパチェフ館の警備長官がアヴデーエフからユロフスキーへと変わった。アリックスはユロフスキーについて日記に次のように述べている。
| 「 | 7月4日木曜日、正時に地区委員会議長が何人かの人間とやって来た。アヴデーエフは更迭された。私たちのところには、今や新しい營備長官がいる。（彼はかつてやって来てそしてベイビーの足を診た、他方別のときは一私たちの部屋を確認した）若い助手を伴っていた。彼は、他の人物が一卑俗で礼儀をわきまえないのに、礼儀正しいように見えた。私たちのすべての内部響備隊は去った（彼らが倉庫の中で私たちのものを盗んだことが明らかになったのかもしれない）彼ら2人は私たちに対して私たちの身につけているすべての宝石を示すように強いた。彼らのうちの若い方はすべてを詳細に記録し、それらを私たちのもとから持って行った。（どこへ、どの程度、なぜなのか？？？知らない）、私には、私から取り上げられなかった、レオ叔父からの2つのブレスレットが残され、子供たちにおいては、私たちが彼らにあげて、取り上げられなかった、1つずつのブレスレットが残された。ニコライの婚約指輪が取り上げられなかったのも同様 | 」 |

アヴデーエフは、皇帝一家の元に毎日届けられていたパイや肉、卵等を横領していた。しかし、ユロフスキーがこれらを許可したのは3日間のみで、以降は牛乳のみが認められた。
アリックスの日記によると、処刑前日にイパチェフ館からコック見習いのレオニード・セドネフ（OTMAの召使いイヴァン・セドネフの甥）が追い出された。
| 「 | 7月16日火曜日⋯ 全く意外なことであるが、ルカ・セドネフが叔父を訪問するために外に出された。そして彼は逃げた一これが本当かどうか知りたい、そして私たちがいつこの若者に会えるのかどうか知りたい！！ | 」 |

1918年7月17日未明、夫と5人の子供、4人の使用人と共に革命軍により銃殺された。
遺体はソ連崩壊後に発掘され、DNA検査の結果、姉の孫エディンバラ公フィリップ（イギリス女王エリザベス2世の夫）の提供したものと一致した。

## その他
- ヴィクトリア女王はこの孫娘を大変可愛がり、王太子の長男で王位継承権第2位だったクラレンス公アルバート・ヴィクターに嫁がせようとした。王太子妃アレクサンドラはこの縁談を拒否し、1892年にアルバート・ヴィクターも28歳で死去したため2人の結婚は実現しなかった。[2]
- 慈善家の顔を持ち、皇后でありながら、看護師の資格を取得し第一次世界大戦では娘のオリガ、タチアナと共に従軍し、多くの負傷兵を手当てをした。[12]
- 家庭内では良妻賢母、子煩悩であり、脱出前日まで子供達の身を案じ、子供達の体温を日記に記していた。[18]反面、内気で迷信深く非社交的、ヒステリックな性格であったため、当時のロシア国民の間の評判は良くなかった。無口で無表情な上に、極端に内気でいつも部屋に閉じこもり、必要最低限しか人前に現れず、他者と関わろうとしないアレクサンドラは、周囲には傲慢で冷酷かつ無関心に映った。また、姑のマリア・フョードロヴナ皇太后とも不仲であったと言われる。アレクサンドラは自分の殻に閉じこもり、皇室に馴染もうと努力した姑を決して見習おうとはしなかった。

## ギャラリー

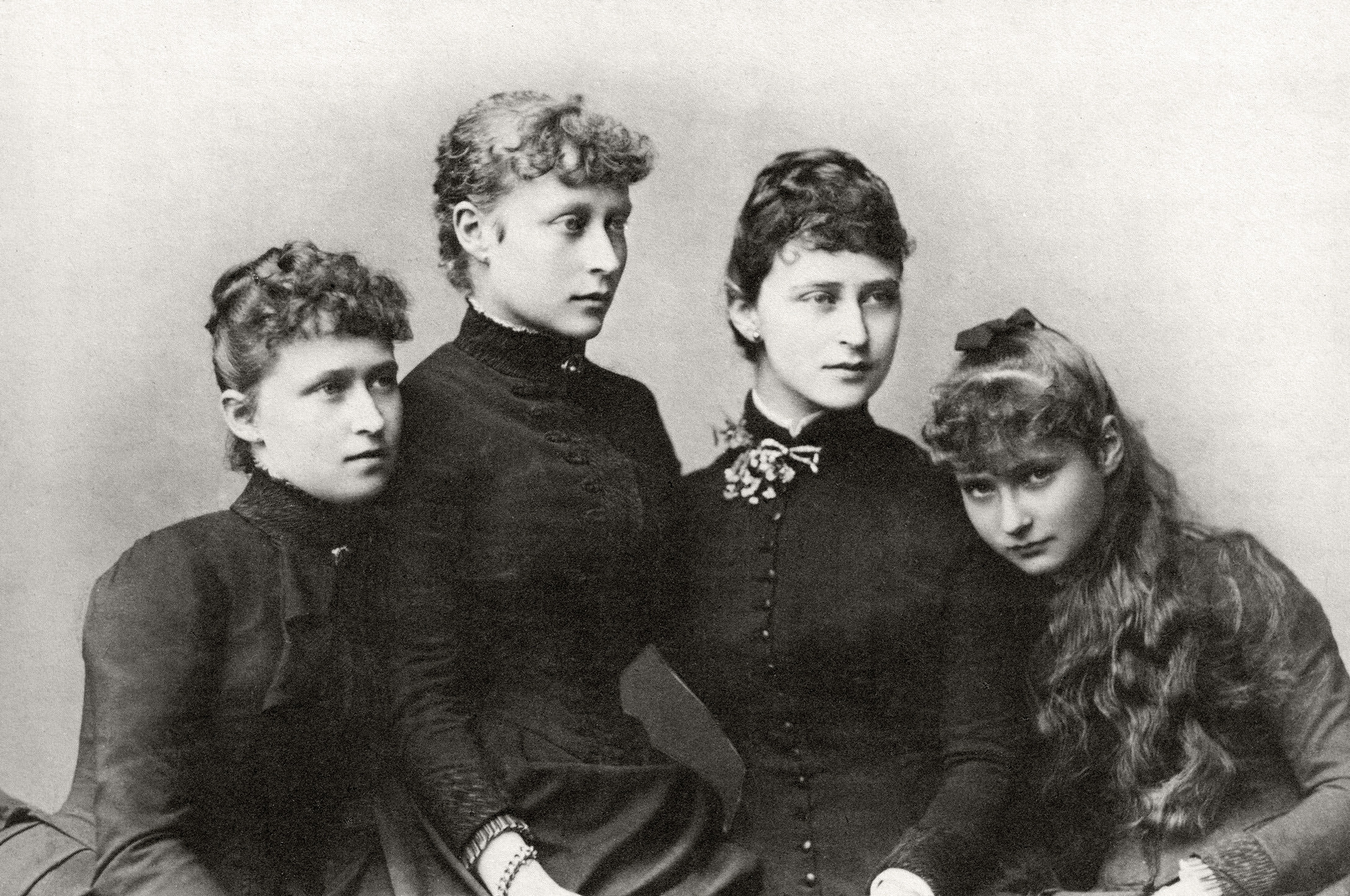
1885年。左から3番目の姉イレーネ、一番上の姉ヴィクトリア、2番目の姉エリザヴェータ、アレクサンドラ
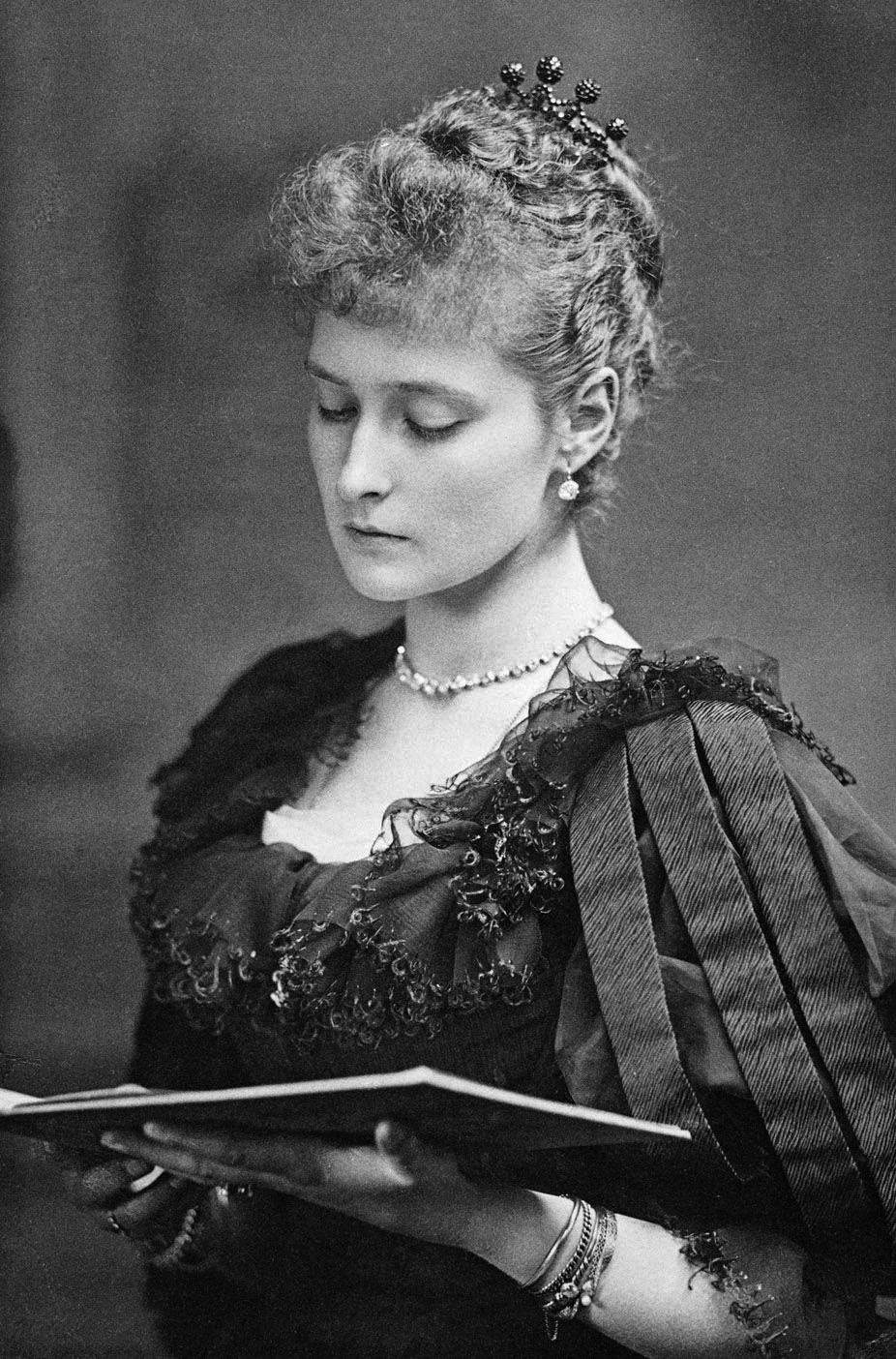
1890年
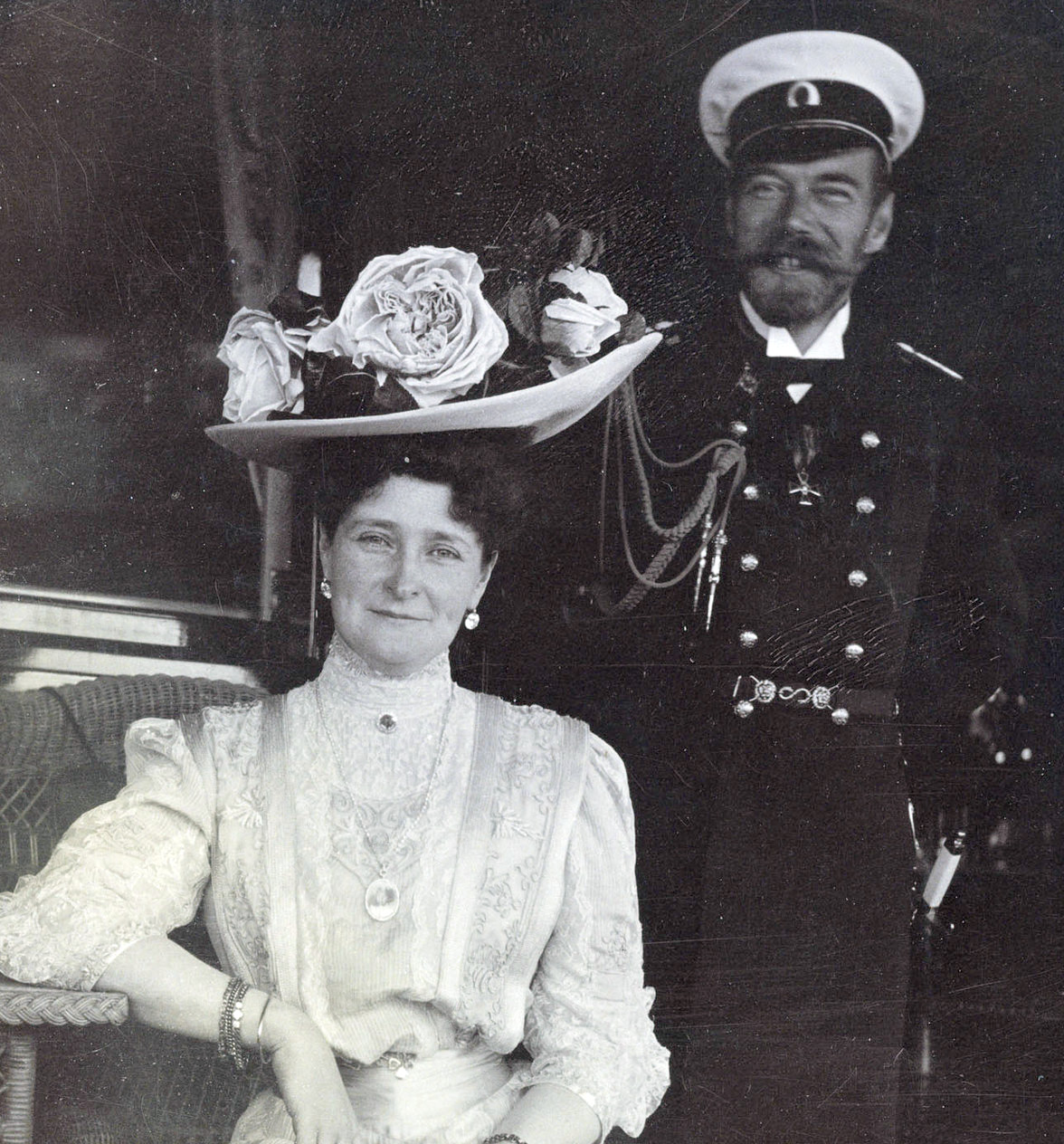
1908年6月に皇室ヨット『スタンダルト』号にて。アレクサンドラとニコライ2世
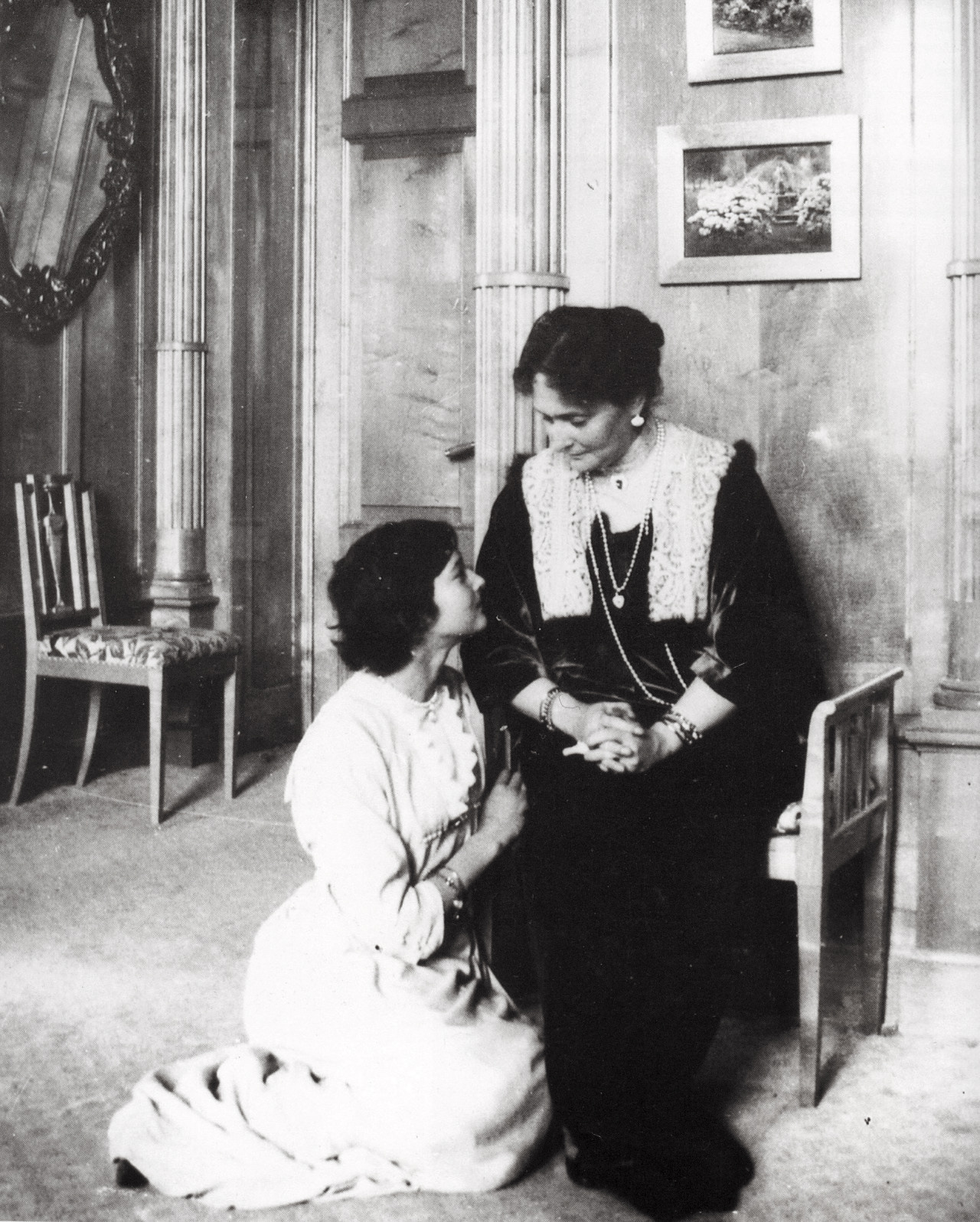
1913年。アレクサンドラと皇女タチアナ
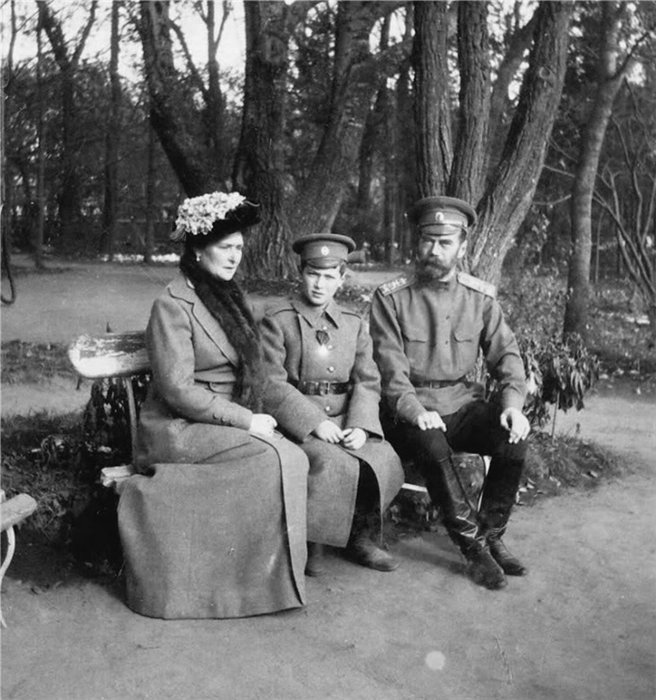
1916年。アレクサンドラとアレクセイ、ニコライ2世
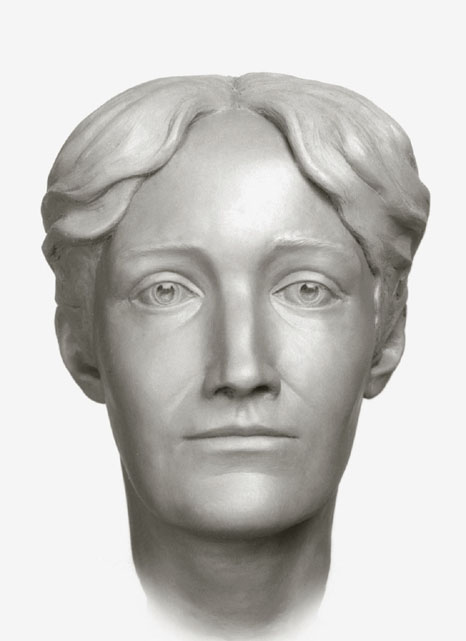
1994年。復顔術によって生前の姿に顔面が再建された

## 登場作品

### 映画
- 『The Fall of the Romanoffs（英語版）』（1917年、アメリカ）演：ナンス・オニール
- 『怪僧ラスプーチン』（1932年、アメリカ）演：エセル・バリモア
- 『怪僧ラスプーチン』（1954年、フランス・イタリア）演：イザ・ミランダ
- 『 白夜の陰獣（英語版）』（1966年、イギリス）演：ルネ・アシュソン
- 『 ロマノフ王朝の最期（英語版）』（1985年、ソ連）演：ヴェルタ・リーネ
- 『ラスプーチン（英語版）』（1996年、アメリカ）演：グレタ・スカッキ
- 『ニコライとアレクサンドラ』（1971年、イギリス・アメリカ）演：ジャネット・サズマン
- 『ロマノフ家：皇室（英語版）』（2000年、ロシア）演：リンダ・ベリンガム（英語版）
- 『ロシアの箱舟（英語版）』（2002年、ロシア）演：アンナ・アレクサヒナ
- 『マチルダ 禁断の恋』（2017年、ロシア）演： ルイーゼ・ヴォルフラム

### ドラマ
- 『ラスト・ツァーリ：ロマノフ家の終焉（英語版）』（2019年、アメリカ）演：スザンナ・ハーバート

### 舞台
- 『神々の土地〜ロマノフたちの黄昏〜』演：凛城きら

### 海外アニメ
- 『アナスタシア（映画）』（1997年）

### 漫画
- 『春風のスネグラチカ』沙村広明による漫画。

ロマノフ家を題材にしたストーリーで、作中の設定ではイパチェフ館で殺害されたのはアレクセイ以外の全員としている。
・『オルフェウスの窓』池田理代子による漫画。
史実の人物の一人として第3部に登場する。

### 小説
- 『淪落の皇女の覚書』久生十蘭の短編小説。

ロマノフ家を題材にしたストーリーで、タチアナとアレクセイを主人公のレミュを通して描いている。作中では、殺害されたのは皇帝夫妻とマリアのみとし、前述の2人を含め、オリガとアナスタシアの生存を示唆している部分がある。